# Lesley Lokko
Pour les articles homonymes, voir Lokko.
Lesley Lokko (née en 1964 à Dundee en Écosse) est une romancière et architecte ghanéenne et écossaise qui vit entre Johannesburg, Londres, Accra et Édimbourg. 

## Biographie
Lesley Lokko est née en 1964 à Dundee d'un père chirurgien ghanéen et d'une mère écossaise et grandit au Ghana et en Écosse.. Elle effectue des études supérieures au Royaume-Uni. Dans un premier temps, À Oxford, d’abord, elle étudie l’hébreu, l’arabe et la sociologie. Puis elle abandonne ce programme et passe deux ans aux États-Unis, à Los Angeles. Elle reprend ensuite des études en Angleterre, et est admise à la Bartlett à Londres. Elle obtient enfin un doctorat en architecture, de l'University College de Londres, en 2007.
Délaissant la pratique de l'architecture à l'issue de ce cursus, elle se consacre à l'écriture de romans. Elle a publié son premier roman, Sundowners, dès 2003, qui a été un succès, suivi de 11 autres romans, dont Saffron Skies en 2005, Bitter Chocolate en 2008, One Secret Summer en 2010, A Private Affair en 2011 et Little White Lies en 2014. Elle s'y consacre à plein temps après ses études. Ce sont des œuvres publiées par Orion Publishing Group, assez glamour « avec des femmes qui occupent des emplois passionnants et de haut vol et qui sillonnent le monde pour côtoyer des hommes sournois de la haute société dans des histoires tordues et intelligemment tournées »,. 
Elle répond à l’ouverture, en 2015, d’un poste de professeure à l’Université de Johannesbourg et fonde, avec succès, une école, la Graduate School of Architecture, au sein de cette université, en s’inspirant de l'Architectural Association School of Architecture de Londres, avec une méthode d’enseignement « qui favorise l’exploration ». Elle prend ensuite la direction du département d'architecture  du City College of New York. Puis lance à Accra, au Ghana, l’African Futures Institute (AFI). Quelques mois plus tard, elle devient commissaire de la 18ᵉ Biennale d’architecture de Venise, en 2021 pour l'édition de la biennale de 2023. Elle a donné aussi des conférences en Afrique du Sud, et est intervenu comme éditeur pour différentes revues d'architecture. En 2020, elle reprend également l'écriture de romans et publie notamment en 2021 un nouveau roman, Soul Sisters, chez un nouvel éditeur, passant d'Orion à Pan Macmillan.

## Publications
- White Papers, Black Marks: Race, Culture, Architecture, 2000
- Sundowners, 2004
- Saffron Skies, 2005
- Bitter Chocolate, 2008
- Rich Girl, Poor Girl, 2009
- One Secret Summer, 2010
- A Private Affair, 2011
- An Absolute Deception, 2012
- Little White Lies, 2014
- The Last Debutante, 2016
- Soul Sisters, 2021